# Evangel 4500
Evangel 4500-300 – amerykański samolot pasażerski opracowany i budowany w wytwórni Evangel Aircraft Corporation w Orange City.

## Historia
W roku 1962 w wytwórni Evangel Aircraft Corporation opracowano projekt samolotu pasażerskiego skróconego startu, przystosowany do startu i lądowania na przygodnych lądowiskach. W 1964 roku oblatano prototyp, oznaczony jako Evangel 4500.
W 1969 roku rozpoczęto produkcję seryjną. Maszyny otrzymały oznaczenie Evangel 4500-300. W roku 1970 uzyskały certyfikat typu. Wytwórnia otrzymała zamówienie na 12 samolotów, lecz ostatecznie wyprodukowano jedynie 8 sztuk. 

## Sużba
Samolot Evangel 4500-300 był używany w lotnictwie cywilnym jako samolot pasażerskim na terenach gdzie nie było stałych lotnisk.

## Opis konstrukcji
Samolot był 9-miejscowym wolnonośnym dolnopłatem o konstrukcji całkowicie metalowej.
Kadłub o przekroju kwadratowym mieścił kabinę pilota oraz miejsca dla 8 pasażerów, przy czym dwóch siedziało w kierunku lotu, a pozostałych 6 po bokach kadłuba twarzą do wewnątrz. Kadłub posiadał czworo drzwi. Kabina była ogrzewana wentylowana. 
Płaty o konstrukcji metalowej, trzyczęściowe, wyposażone w duże lotki typu Frise z charakterystycznie wygiętymi ku dołowi końcówkami.
Samolot był wyposażony w 2 silniki tłokowe, 6- cylindrowe, chłodzone powietrzem, umieszczone w płatach po obu stronach kadłuba. Każdy z silników posiadał moc 350 KM.
Podwozie klasyczne z kółkiem ogonowym, chowane w locie.